# Saint-Augustin (Pas-de-Calais)
Saint-Augustin ist eine französische Gemeinde mit 861 Einwohnern (Stand: 1. Januar 2022) im Département Pas-de-Calais in der Region Hauts-de-France. Sie gehört zum Arrondissement Saint-Omer und zum Kanton Fruges. Die Einwohner werden Augustins genannt.

## Geographie
Saint-Augustin liegt etwa zehn Kilometer südsüdöstlich von Saint-Omer. Umgeben wird Saint-Augustin von den Nachbargemeinden Ecques im Norden, Roquetoire im Nordosten, Aire-sur-la-Lys im Osten, Mametz im Südosten und Süden, Thérouanne im Süden und Südwesten sowie Bellinghem im Westen und Nordwesten.

## Geschichte
Zum 1. Januar 2016 entstand Saint-Augustin aus den bis dahin eigenständigen Gemeinden Rebecques und Clarques.

## Gliederung
| Ortsteil                       | ehemaliger INSEE-Code | Fläche (km²) | Einwohnerzahl (2018) |
| ------------------------------ | --------------------- | ------------ | -------------------- |
| Rebecques (Verwaltungssitz)000 | 62691                 | 4,84         | 494                  |
| Clarques                       | 62226                 | 6,96         | 309                  |

## Sehenswürdigkeiten
- Kirche Saint-Martin in Clarques aus dem 17. Jahrhundert
- Kirche Saint-Mâclou in Rebecques
- Schloss Clarques

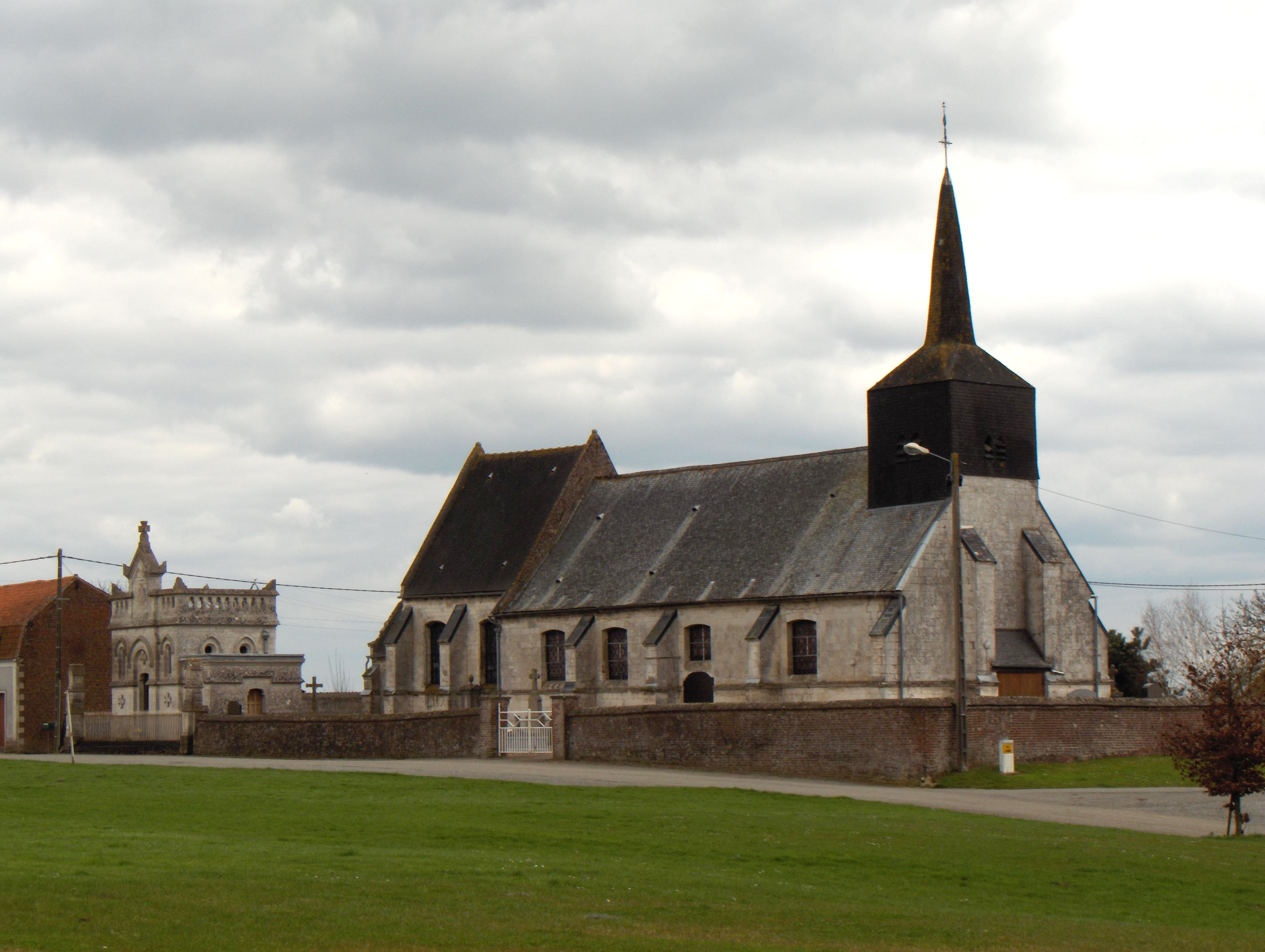
Kirche Saint-Martin
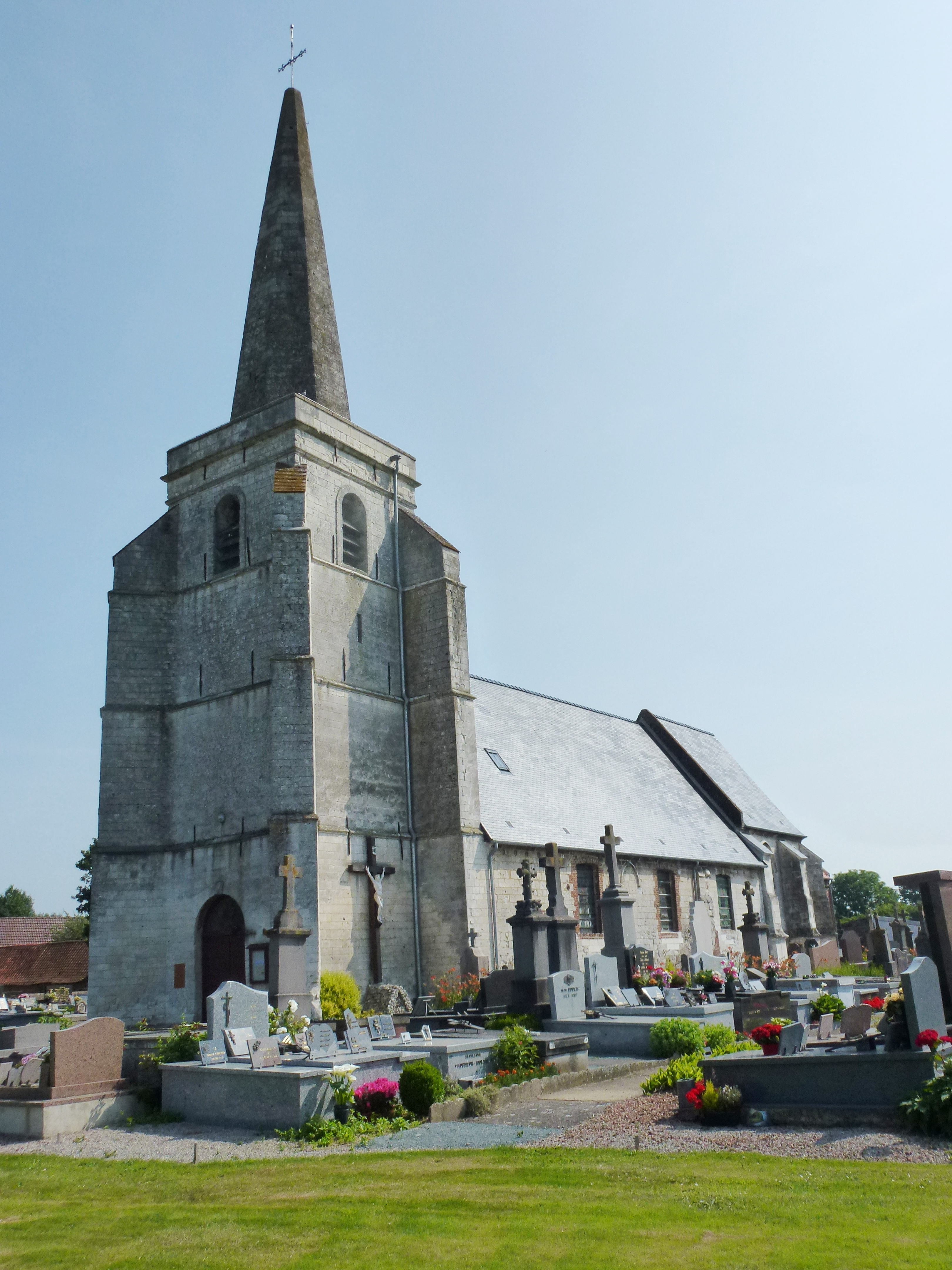
Kirche Saint-Mâclou
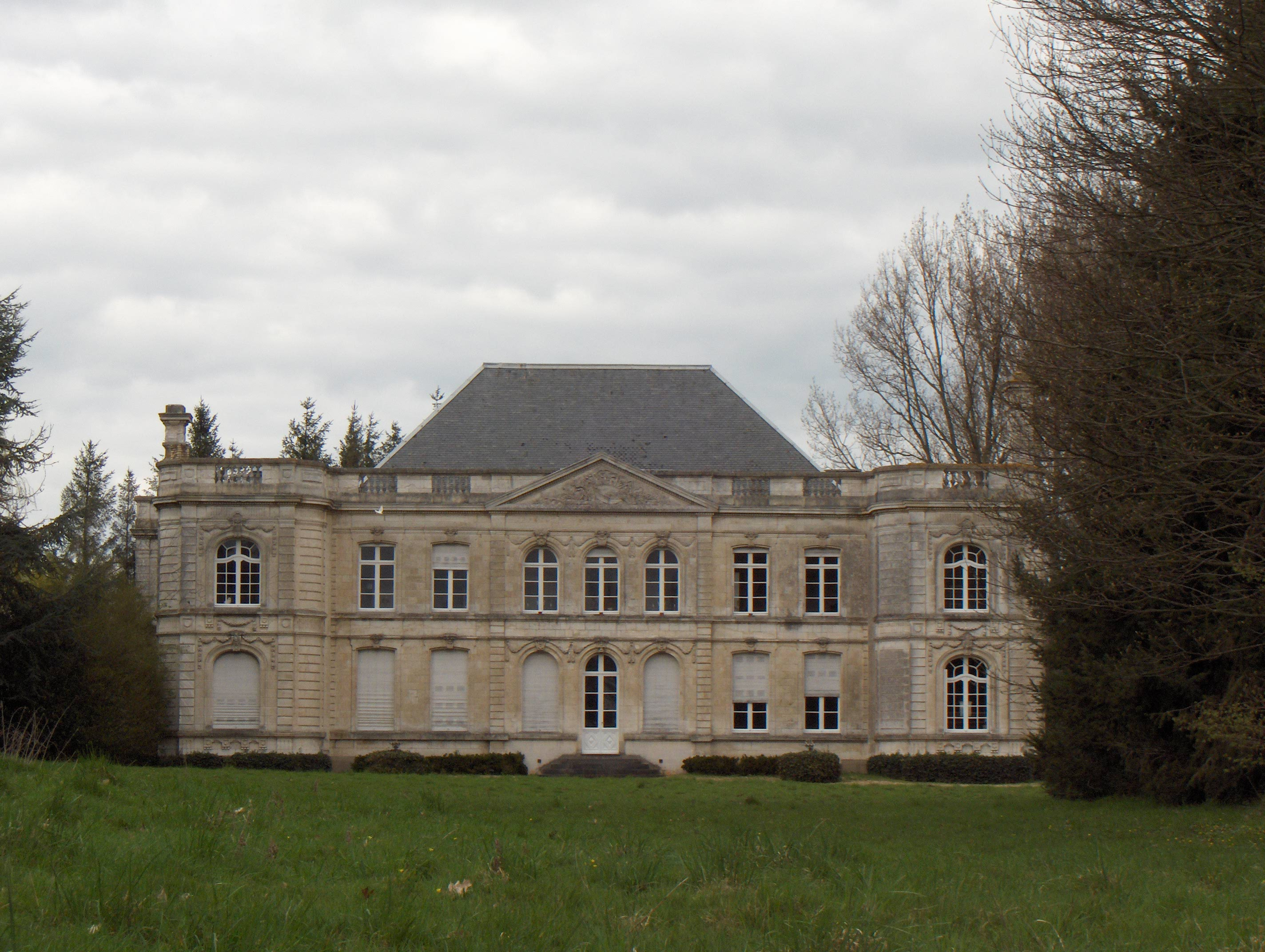
Schloss Clarques